# Xian de Lu
Le xian de Lu (泸县 ; pinyin : Lú Xiàn) est un district administratif de la province du Sichuan en Chine. Il est placé sous la juridiction de la ville-préfecture de Luzhou.

## Démographie
La population du district était de 1 035 000 habitants en 1999.